# Міжнародний день солідарності молоді
Міжнародний день солідарності молоді (повністю — Міжнародний день солідарності молоді в боротьбі проти колоніалізму, за мирне існування) — міжнародне свято. Відзначається щорічно 24 квітня.

## Історія свята
Встановлений із 1957 року за рішенням Всесвітньої федерації демократичної молоді заради того, щоб привернути увагу державних органів, суспільства та засобів масової інформації до проблем молоді. Відзначається в день прийняття рішень на заключному засіданні Бандунгської конференції країн Азії й Африки (1955 р., англ. Asian-African Conference).
На противагу йому 1999 р. було встановлено Міжнародний день молоді.